# Winden (Kreuzau)
Winden is een dorp in de Duitse gemeente Kreuzau, deelstaat Noordrijn-Westfalen, en telt 2.027 inwoners (31 juli 2018).
Het dorp ligt aan de westoever van de Rur tegen de oosthellingen van de Eifel aan. De hoofdplaats van de gemeente, Kreuzau, ligt 2 km noordoostwaarts. Slechts 1 km zuidwaarts, aan de andere kant van de Rur, ligt Üdingen. Daar bevindt zich ook de dichtstbijzijnde spoorweghalte, aan de spoorlijn Düren-Heimbach.
Winden ligt in een gebied, dat in de klassieke oudheid door Kelten en Romeinen bewoond is geweest. De Romeinen introduceerden de wijnbouw in het dorp, die tot 1911 voortduurde. In de 18e eeuw was in het dorp een koperslagerij gevestigd. Het zuivere, snelstromende water van de Rur maakte door watermolens aangedreven papierfabricage mogelijk. Er stond te Winden van 1805 tot 1980 een grote papierfabriek. Deze maakte daarna plaats voor een nieuwe wijk met woningen, winkels en kleine nijverheidsbedrijven.
De neogotische St. Urbanuskerk werd in 1889 gebouwd op de plaats van een 17e- of 18e-eeuwse oudere kerk, die wegens bouwvalligheid was gesloopt.

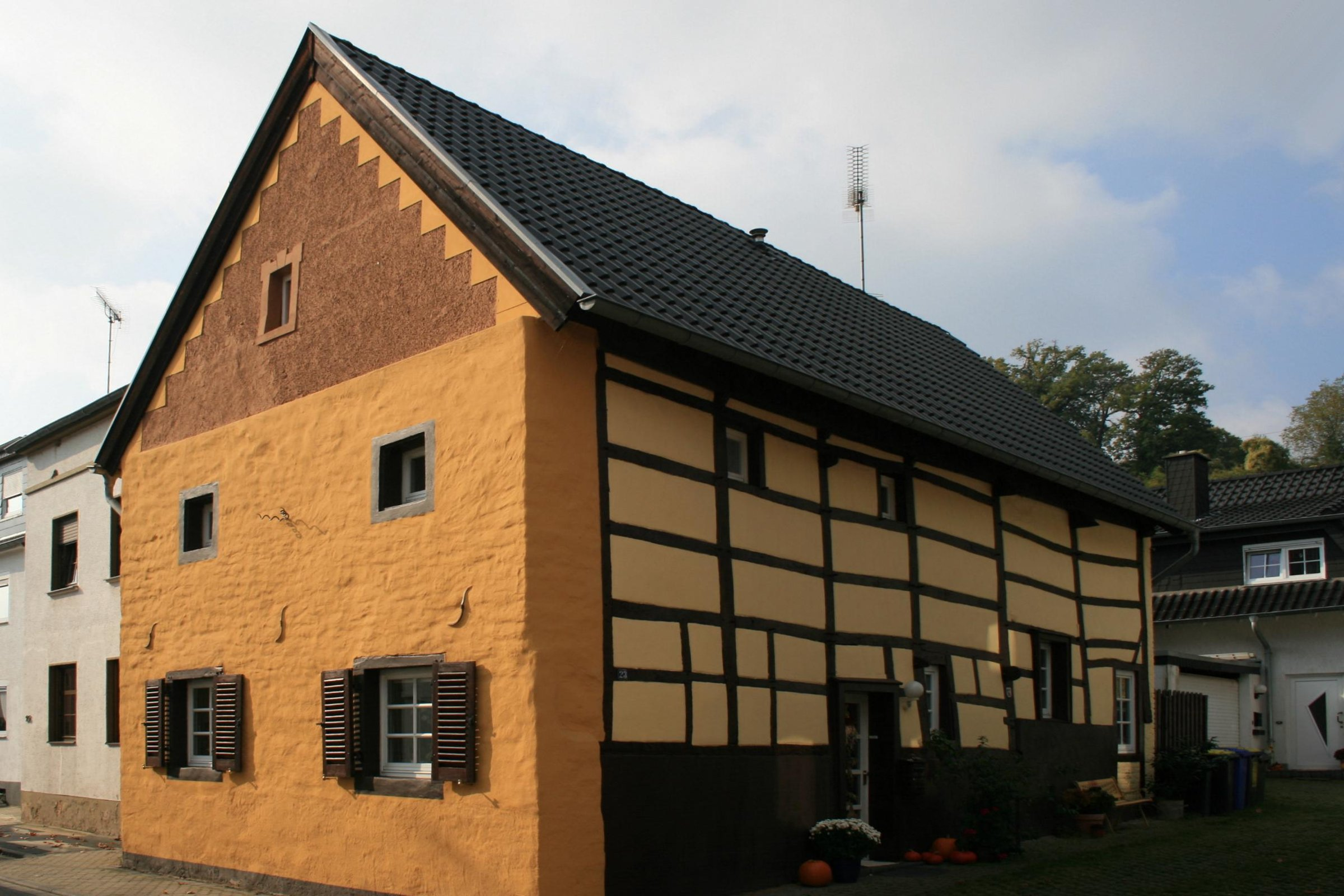
17e-eeuws vakwerkhuis aan de Kelterstraße

Aan de door het dorp lopende Kelterstraße staan enige schilderachtige, oude, onder monumentenzorg geplaatste huizen en boerderijen.